# Dödligt alibi
Dödligt alibi (engelska: Ordeal by Innocence) är en brittisk kriminalfilm från 1984 i regi av Desmond Davis. I huvudrollerna ses Donald Sutherland, Faye Dunaway, Christopher Plummer och Sarah Miles. Filmen är baserad på romanen Prövad oskuld (1958) av Agatha Christie. 

## Handling
Paleontologen Dr. Arthur Calgary besöker familjen Argyle för att ge dem en adressbok som tillhör Jack Argyle. Familjen berättar att Jack har avrättats för mordet på sin adoptivmor för två år sedan. Adressboken kan dock bevisa att Jack var oskyldig, så Dr. Calgary startar utredningen på nytt.

## Rollista i urval
- Donald Sutherland – Dr. Arthur Calgary
- Faye Dunaway – Rachel Argyle
- Christopher Plummer – Leo Argyle
- Sarah Miles – Mary Durant
- Ian McShane – Philip Durant
- Diana Quick – Gwenda Vaughan
- Annette Crosbie – Kirsten Lindstrom
- Michael Elphick – Inspektör Huish
- George Innes – Archie Leach
- Valerie Whittington – Hester Argyle
- Phoebe Nicholls – Tina Argyle
- Michael Maloney – Micky Argyle
- Cassie Stuart – Maureen Clegg
- Anita Carey – Martha Jessup

## Om filmen
Filmen hade svensk premiär den 10 maj 1985 på biograf Spegeln i Stockholm. Den har visats vid ett flertal tillfällen på Kanal 5.

### Musik
Filmens musik av Dave Brubeck kritiserades för att vara olämplig för en stil som skildrade mysteriefilmsgenren. Brubeck, en amerikansk jazzlegend, var inte känd för sitt arbete som filmkompositör och hade tagit över efter Pino Donaggio, som redan hade komponerat många stycken till filmprojektet. Donaggio var för upptagen för att kunna arbeta med att färdigställa filmmusiken när olika filmredigeringar behövde göras om, så projektet överlämnades till Brubeck, som fick två veckor på sig att slutföra uppgiften. Donaggios originalmusik hade virvlande stråkar, frodiga melodier och spänningsfyllda passager, medan Brubecks musik förlitade sig på nyinspelningar av hans tidigare kompositioner, kritiserade för att inte likna filmmusik och bedömdes vara mestadels i strid med filmens visualitet och stämning.

## Mottagande
En recensent i timeout.com skrev att "filmen lyckas beundransvärt fånga en känsla av förtryck och social konformitet, och idén om mord som ett sätt att upprätthålla respektabilitet snarare än för vinning eller passion" och "en äkta svart thriller från 50-talet". I februari 2021 gav filmkritikern Eddie Harrison från film-authority.com filmen från 1984 3 av 5 stjärnor och nämnde att "om du kan ta dig förbi jazzen, och det är ingen lätt uppgift, är Dödligt alibi mycket bättre än vad dess rykte antyder. Visst, det här kanske är lite stelt, men jag skulle hellre se den här typen av stålhårda förhör än Branaghs Poirot som hoppar runt på undersidan av järnvägsbroar som Super Mario i den senaste Orientexpressen-versionen".